# Femmine delle caverne
Femmine delle caverne (Prehistoric Women, originariamente Slave Girls) è un film del 1967 diretto e scritto da Michael Carreras.